# چنل‌بی
چنل‌بی (به انگلیسی: Channel B) یک پادکست رادیویی مستقل است که توسط علی بندری تولید می‌شود و در هر قسمت گزارش بلند یک ماجرای واقعی را که در یک رسانهٔ معتبر انگلیسی‌زبان منتشر شده با ترجمه به فارسی روایت می‌کند. علی بندری در پادکست چنل‌بی، قصه‌گویی را با نوعی از روزنامه‌نگاری تحقیقاتی و گزارش‌نویسی بلند تلفیق می‌کند و از لحنی ساده از عناصر داستانی در روایتش استفاده می‌کند. وی با این نوع روایت بسیار زیاد محبوب است. از نویسندگانی که گزارش‌های آنان برای چنل‌بی استفاده شده می‌توان به اوان رتلیف، جان برنچ و دیوید گرن، جاشوا دیویس اشاره کرد. چنل‌بی تا به حال سه اجرای زنده در تهران و همچنین رشت داشته است.
پدید آورنده پادکست چنل‌بی، پادکست دیگری هم به نام بی‌پلاس ترتیب داده است.

## تاریخچه
علی بندری پادکستر چنل‌بی، ساکن اسلو است که خود یک شنوندهٔ پادکست بود. اندکی پس از ایجاد وب‌سایت ناملیک در تابستان ۱۳۹۴ ایده ساخت یک پادکست را با سازندگان ناملیک در میان گذاشت؛ طوری‌که مقاله و گزارش‌های خارجی را یک نفر بخواند و بعد آن را تعریف کند.
من ایده‌ای داشتم که با آن‌ها در میان گذاشتم. که شما بیایید یک همچین چیزی آنجا درست کنید. که مقاله و گزارش‌های خارجی را یک نفر بخواند. بعد بیاید آن را تعریف کند. گفتند که یعنی اینکه از روی ترجمه دوباره بخواند؟ گفتم: نه. آن را بخواند بیاید تعریف کند. گفتند نمی‌فهمیم چه می‌گویید. اگر می‌شود یک نمونه برای ما بفرستید. و من این کار را کردم یک اتود زدم و فرستادم و گفتم منظورم این هست. گفتند این‌که خیلی خوب است. چرا خودتان انجام نمی‌دهید. گفتم من برنامه پادکست درست کردن را ندارم. گفتند حالا بیا ببینیم چطور می‌شود. ما می‌خواهیم در ناملیک یک کانال شخصی بدهیم هرکسی بتواند یک کانال داشته باشد و بتواند چیزهایی درست کند و آنجا بگذارد. قبول کردم اولی را درست کردیم و گذاشتیم. اسمش را هم به خاطر فامیلی‌ام کانال بی گذاشتم. و کانال آن‌هم از آنجایی آمد که آن‌ها می‌خواستند آنجا کانال بگذارند. خودم از این کار خیلی خوشم آمد. بعد دومی و سومی و به همین ترتیب. تا به پنجمی و ششمی دیدم واقعاً دارم از این کار لذت می‌برم.— علی‌بندری، مصاحبه با وبگاه هفته
از ۱۹ اردیبهشت ۱۳۹۷، فصل نخست پادکست بی‌پلاس به عنوان پادکست دوم شبکهٔ چنل‌بی، یک چهارشنبه در میان منتشر شد. بی‌پلاس یک پادکست فارسی است که در هر قسمتش خلاصهٔ یک کتاب غیرداستانی به فارسی تعریف می‌شود.

## ساختار
از قسمت بیست و هفتم، ترانهٔ The Past Memory (آلبوم The Lost Memory) ساختهٔ آهنگ‌ساز و نوازندهٔ تایوانی به نامِ Raining Yu به عنوان تیتراژ پادکست استفاده شد.